# X الأحمر
X الأحمر (بالإنجليزية: Red X)‏هو شخصية خيالية من مراهقوا التايتنز عرض رسوم متحركة الذي ظهر لأول مرة في الحلقة «الأقنعة». في الأصل، أستخدم X الأحمر كهوية بديلة لـروبن من أجل الاقتراب من سليد. في وقت لاحق، سرق شخص مجهول الأسم والزي، على الرغم من أن هذا لم يتأكد قط. دوافع X الأحمر الجديد عادة ما تكون أنانية وغير معروفة. يستخدم كلا النسختين من الشخصية مجموعة متنوعة من المهارات والأدوات لهزيمة أي شخص يقف في طريقهما. وقد ظهر أيضاً في العرض المبني على الكوميكس وفي مراهقوا التايتنز غو العرضي! كذلك. تم التعبير عن الشخصية بواسطة سكوت مينفيل.

## السيرة الذاتية للشخصية الخيالية

### روبن كالـX الأحمر
كان X الأحمر في الأصل عبارة عن هوية غطاء مقتص لروبن لمحاولته للأقتراب من سليد. طلب روبن من المعلم تشانغ أستخدام العناصر الضرورية - خصوصًا الزينوثيوم كمصدر طاقة - لإنشاء زي X الأحمر، وتظاهر بأنه لص ماهر ذو قوى خارقة، وسرق روبن عدة رقاقات من حاسوب سليد بعد ذلك وعرض عليه اقتراحًا لدخول بشراكة.
ومع ذلك، أستعجال روبن في محاولة من الأقتراب من سليد تعرض هويته للأكتشاف، وخوفًا من أنه إذا أخبر زملائه عن خططه، فإنهم لن يلعبوا أجزاءهم بشكل مقنع، لكنه أختار ألا يخبرهم. لكن ساءت الخطة. كشف سليد عن معرفته بهوية روبن، وبينما نجح روبن في أستعادة الرقائق، تمكن سليد من التملص منه مرة أخرى. عاد روبن إلى المربع الأول، مع خطوة إضافية إلى الوراء: لقد فقد ثقة أصدقائه.
نظرًا لأنه لم يكن بالإمكان التخلص من نواة قوة زينوثيوم بأمان، فقد قام روبن بتخزين الزي داخل قبو في برج التيتانز، ولم يتم أستخدامه مرة أخرى مطلقًا.

### X الأحمر الجديد
ولكن في وقت لاحق، ظهر الزي في حوزة شخص مجهول كان ينوي أستخدامه لتحقيق مكاسبه المالية الخاصة. ولأن الإمداد الزينوثيوم في حزام الطاقة الخاص بالبدلة كان منهكًا تقريبًا، فقد سرق X الأحمر ماسحًا ضوئيًا يمكنه تحديد مكان المادة. لم يكن يعرف أين يبحث عنها، وأجبر روبن المعلم تشانغ على الكشف عن الموقع الأكثر أحتمالية حيث يمكن لـ X الأحمر الحصول على المزيد من الزينوثيوم: شركة تكنولوجيا آمنة للغاية في الطرف الجنوبي للمدينة. نجح X الأحمر في أختراق المرفق، مع مراهقوا التايتنز في سعيه - ولكن أتباع المعلم تشانغ كانوا يتبعونهم؛ كان تشانغ يعتزم أن يحوز على الزينوثيوم لحسابه الخاص لتزويد مدفع تفجير عملاق من بنائه الخاص. من أجل ضمان عدم تدخل روبن، أحتجز التايتنز كرهائن.
واجه روبن X الأحمر حول مواقفه التي تخدم الذات، في حين أن X الأحمر أبقى على سخرية روبن حول الخطأ الوحيد الذي ساعد على خلقه. غير راض عنه وراغب في تعديله، ذهب روبن بعد تشانغ بنفسه، ولكن أنتهى تقريبا كضحية له. في آخر لحظة، أنقذه X الأحمر من موت مؤكد وساعده في تحرير زملائه من الفريق وبالأطاحة بتشانغ. عندما أراد التايتنز أن يفعلوا نفس الشيء معه، هرب من خلال تفجير أنبوب من الزينوثيوم تحت أقدامهم، على الرغم من أنه أضطر لترك حزامه الكهربائي في يد روبن.
في وقت لاحق، شوهد X الأحمر كمجند بين صفوف أخوية الشر. مع أستبدال حزام الطاقة الخاص به، شارك في سباق بدأه دينغ دونج دادي من أجل الحيازة على أغلى شيء لروبن، من أجل بيعه إلى أعلى مزايد. أنفجرت قنبلة أسقطها دادي طرحته خارج الطريق، لكن روبن أنقذه في اللحظة الأخيرة. وبسبب هذا، ولأنه أدرك مدى يأس روبن، هاجم X الأحمر الأشرار الآخرين المشاركين في السباق، مما أدى إلى تعطيل مركباتهم. وكان آخر هدف له هو الحافلة التي كانت تقودها رايفن وستارفاير، والتي تم حجبها عنه. قال للفتاتين «أخبرا روبن أننا حتى ... في الوقت الراهن»، وأختفى.
لم يظهر X الأحمر في المواجهة النهائية مع الأخوية بعد ذلك، مما يدل على أستقالته من المنظمة. مكانه الحالي وأنشطته غير معروفة.

## القوى والقدرات
جسدياً، X الأحمر هو بهلواني بارع ومقاتل فنون الدفاع عن النفس على قدم المساواة مع روبن. في الواقع، فإن أساليبهم القتالية متشابهة تمامًا، مما يعطي وزنًا للشك الشائع بأن كلاهما كان له نفس المعلم (والذي سيكون باتمان).
تستمد قوى X الأحمر من حزام حذائه. يعتمد الحزام على الطاقة من عنصر (ربما أصطناعي) يسمى الزينوثيوم. كما تم تجهيز الزي بجهاز إخفاء الهوية، وجهاز نقل فوري. يمكن لراحة قفازاته أيضاً أن تشكل مظاهر على شكل حرف x والتي يمكن أن تكون بمثابة شوريكين، أو شفرات مثبتة على المعصم، أو قيود (تضيق أو ألتصاق)، أو متفجرات موقوتة، أو x كهربائية، أو فتحات فورية، أو أي وظيفة أخرى يمكن تصورها.
وأشار روبن إلى أنه أنشأ أنظمة سلاح X الأحمر الرئيسية كطرق محددة للتغلب على كل من زملائه التايتنز.

## الظهور

### التلفزيون

#### مراهقوا التايتنز
- الموسم 1: أقنعة (روبن)
- الموسم 3: X (طابع خاص)[5]
- الموسم 5: العودة للوطن - الجزء 2 (ظهور موجز)[6] و مسرع[7]

#### مراهقوا التايتنز الجديد (قصير)
- X الأحمر دون قناع

#### جبابرة في سن المراهقة الذهاب!
- فصل 1: في (هوية روبن، أول طرح)
- الموسم 3: المعنى الحقيقي لعيد الميلاد (تم ذكره)

### الكوميكس

#### مراهقوا التايتنز غو!
- هزيمة!
- الفتيات السيئات (ذُكر فقط)[8]

### ألعاب الفيديو
- مراهقوا التايتنز